# St-Étienne (Rosheim)

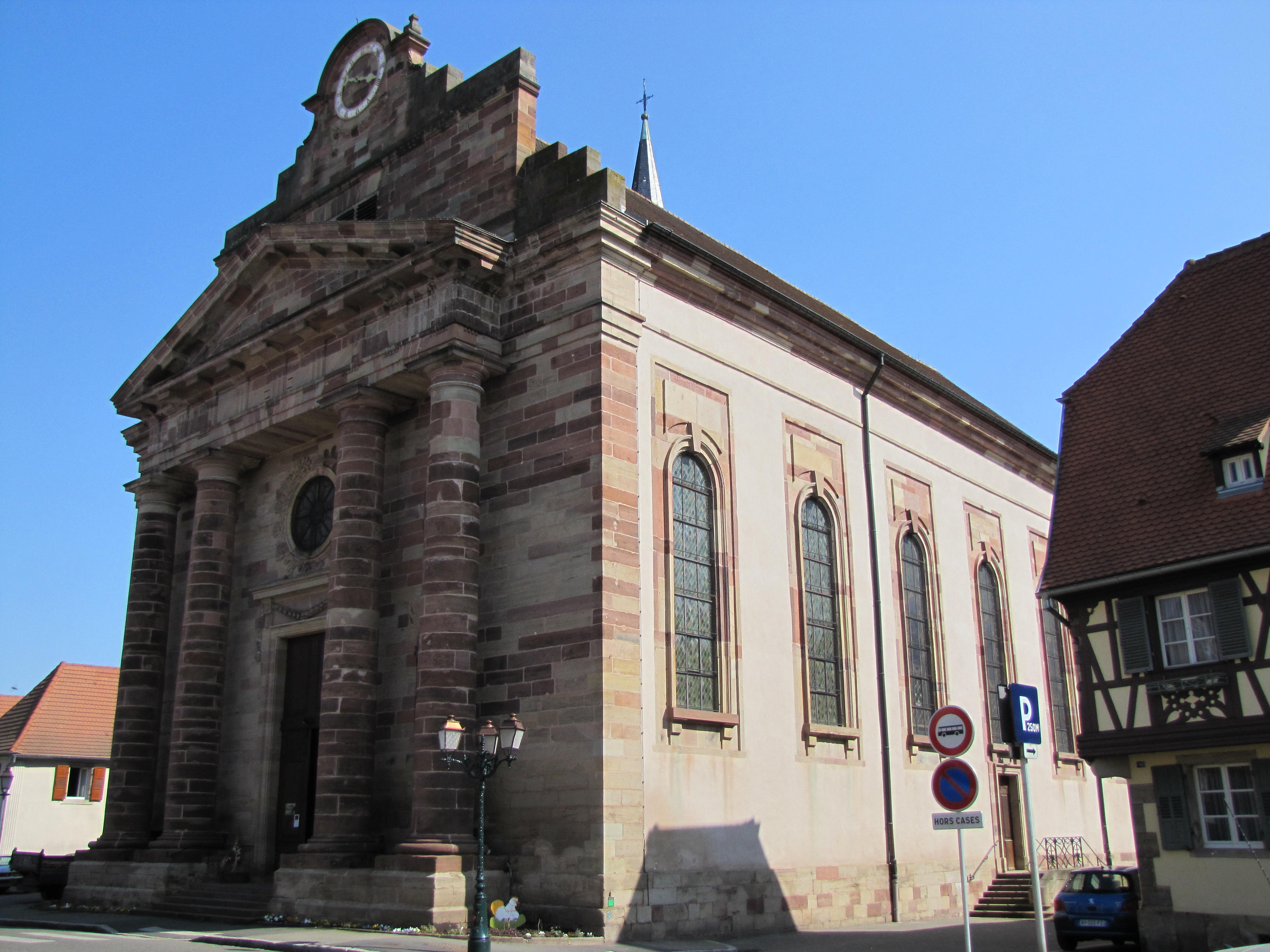
Kirche Saint-Étienne zu Rosheim

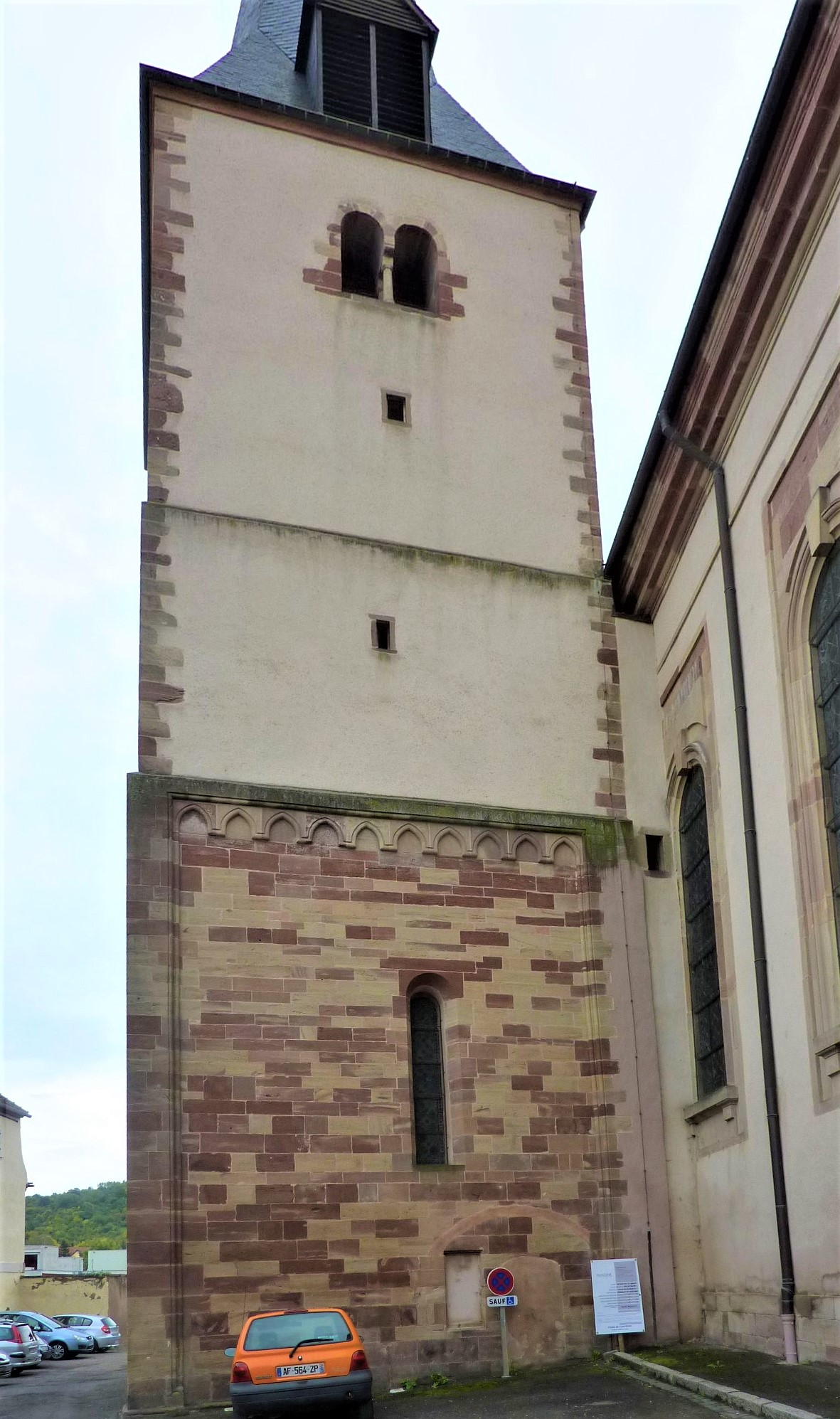
Der spätromanische Turm

Saint-Étienne ist eine römisch-katholische Pfarrkirche in Rosheim (Département Bas-Rhin) in Frankreich.  Die Kirche ist seit 1990 Monument historique.

## Geschichte
Die dem heiligen Erzmärtyrer Stephanus geweihte Kirche geht zurück auf einen spätromanischen Bau von der Wende des 12. zum 13. Jahrhundert, dessen Chorturm als Glockenturm beim Neubau der heutigen klassizistischen Kirche beibehalten wurde. Der Entwurf für die neue Kirche mit ihrer monumentalen Eingangsfassade mit vier dorischen  Säulen stammt von Nicolas Alexandre Salins de Montfort.
Beim Neubau gab man den alten Chor im Untergeschoss des romanischen Turms und damit die traditionelle Ostung der Kirche auf. Stattdessen befindet sich der Chorraum heute im Süden des Gebäudes und der Turm im letzten Langhausdrittel an der Ostwand.